# Севанян, Алекс
Алекс Севанян (англ. Alex Sevanian; 3 ноября 1946 — 17 февраля 2005, США) — американский учёный-фармаколог, профессор молекулярной фармакологии и токсикологии в фармацевтической школе Университета Южной Калифорнии (USC), пионер исследований свободных радикалов. Установил, что окисленные липопротеины низкой плотности играют роль в атеросклерозе.
Был одним из первых преподавателей USC, связанных с Институтом токсикологии, который специализировался на исследованиях, связанных со свободными радикалами и окислительным стрессом.

## Биография
Родился 3 ноября 1946 года.
Свободные радикалы, которые являются нестабильными атомами в организме, которые могут повреждать клетки, вызывать болезни и в изобилии вызывать окислительный стресс. Исследования Севаняна выявили роль этого стресса в сердечно-сосудистых заболеваниях и идентифицировали модифицированный холестерин ЛПНП, который способствует атеросклерозу у людей.
Большую часть своей карьеры Севанян работал над выявлением конкретных механизмов, ответственных за атеросклероз — заболевание, при котором артерии утолщаются и сужаются из-за накопления жировых бляшек вдоль их внутренних стенок.
Исследования показывают, что высокий уровень холестерина в крови, в частности высокий уровень липопротеинов низкой плотности (ЛПНП), может подвергнуть человека риску развития атеросклероза.
Значительная часть исследований Севаняна была сосредоточена на роли перекисного окисления липидов, окислительного стресса и модифицированных липопротеинов в прогрессировании сердечно-сосудистых заболеваний, что, как он надеялся, позволит разработать терапевтические вмешательства.